# Presidente Castelo Branco (kommun i Brasilien, Santa Catarina)
Presidente Castelo Branco är en kommun i Brasilien.   Den ligger i delstaten Santa Catarina, i den södra delen av landet, 1 300 km söder om huvudstaden Brasília. Antalet invånare är 1 724.
I omgivningarna runt Presidente Castelo Branco växer huvudsakligen savannskog. Runt Presidente Castelo Branco är det ganska glesbefolkat, med 40 invånare per kvadratkilometer.